# ماجني فرورهولمن
ماجني فرورهولمن (بالإنجليزية: Magne Furuholmen)‏(ولد في 1 نوفمبر 1962) هو موسيقي وفنان تشكيلي نرويجي. حصل على وسام فارس من الدرجة الأولى من وسام القديس أولاف من قبل الملك هارالد لخدماته للموسيقى النرويجية ونجاحه الدولي.